# لانگپورت، نیوجرسی
لانگپورت (به انگلیسی: Longport) شهری در ایالت نیوجرسی کشور ایالات متحده آمریکا است که جمعیت آن در سرشماری سال ۲۰۱۰ میلادی، ۸۹۵ نفر بوده‌است.